# Slipknot
Gli Slipknot sono un gruppo musicale heavy metal statunitense formatosi nel 1995 a Des Moines, nell'Iowa.
Il gruppo si distingue in particolare per la propria immagine: durante le apparizioni ufficiali, infatti, i componenti si presentano con il volto coperto da maschere ispirate ai classici dell'horror (solitamente modificate o cambiate all'uscita di un nuovo album) e vestiti con tute numerate da 0 a 8.
Annoverati tra i più popolari della scena nu metal nonostante i componenti stessi non amino essere catalogati in questi termini, nella loro musica incorporano vari sottogeneri del metal estremo come il thrash metal, il death metal e il groove metal, e sono considerati tra i maggiori esponenti della new wave of American heavy metal.

## Storia

### Gli inizi e i primi demo (1993-1998)

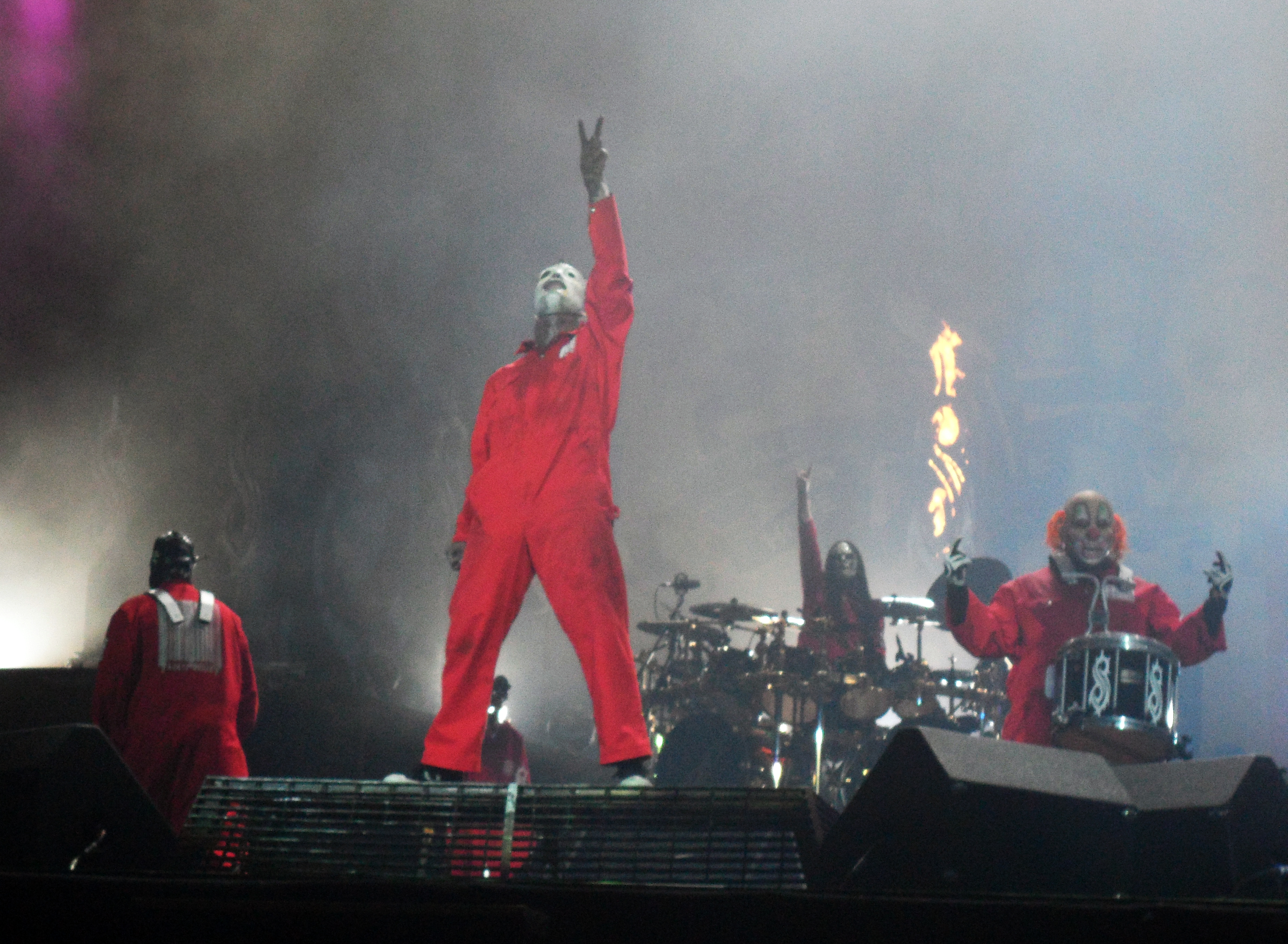
Gli Slipknot in concerto al Graspop Metal Meeting nel 2011

Il primo nucleo degli Slipknot sorse nel 1993 per iniziativa di Shawn Crahan, Joey Jordison e Paul Gray e aveva come primo cantante Anders Colsefni e come chitarrista Donnie Steele. La formazione iniziale non possedeva ancora un nome definitivo, cambiato da Ones a Pyg System, poi ancora a Meld e solo infine a Slipknot (nodo scorsoio). Nel 1995 raggiunsero una formazione stabile mentre l'anno successivo pubblicarono il demo Mate. Feed. Kill. Repeat., distribuito in mille copie. Poche etichette discografiche s'interessarono ai loro primi lavori: la Roadrunner Records non voleva scritturarli poiché non apprezzava i loro testi.
Nello stesso periodo avvennero vari cambi di formazione con l'arrivo di Chris Fehn alle percussioni, del tastierista Craig Jones (dapprima sostituto di Steele alla chitarra), del cantante Corey Taylor, del chitarrista Mick Thomson e del disc jockey Sid Wilson; in seguito Colsefni, Steele, Brandon Darner e Greg Welts si separarono dal gruppo. Nel 1997 cominciarono i loro primi concerti in maschera: l'iconografia degli Slipknot fu un'idea di Crahan, che decise anche che il gruppo doveva avere tre percussionisti per «creare un vero e proprio muro sonoro». Nello stesso anno, grazie alla promozione del dirigente della Roadrunner John Kuliak, cominciarono le trattative per scritturarli: fu allora che Taylor arrivò al posto di Colsefni, il quale, invece di rimanere come percussionista, si separò dal gruppo e procedette per proprio conto.
Nel 1998 viene registrato il demo Slipknot Demo, che contiene il singolo Wait and Bleed: il demo fu inviato a numerose etichette e ottenne un grande successo su Internet, tanto che spinse il produttore Ross Robinson a far ottenere al gruppo un contratto con la Roadrunner Records.

### Il successo commerciale conSlipknot(1999-2000)
Nel 1999 il gruppo incise negli studi Indigo Ranch di Malibù l'omonimo Slipknot prodotto da Robinson (alcune tracce sono rifacimenti di quelle dell'album del 1996): in tre mesi diventò disco di platino negli Stati Uniti. AllMusic elogiò l'album, particolarmente abrasivo e con una forte impronta rap metal, affermando: «sono talmente duri che i Limp Bizkit al confronto sembrano gli Osmonds». Grazie a ciò gli Slipknot poterono partecipare all'edizione 1999 dell'Ozzfest; poco prima dell'uscita dell'album Jim Root, chitarrista degli Stone Sour, prese il posto di Josh Brainard, che lasciò il gruppo per motivi personali.
Negli anni successivi si esibirono nei tour Tattoo the Earth e Pledge of Allegiance insieme a System of a Down, Mudvayne e Rammstein.

### Iowae la pausa (2001-2002)
Nel 2001, di nuovo sotto la Roadrunner Records (rilevata dalla Universal), Robinson produsse Iowa: il disco, con una maggiore vena death metal, entrò subito al terzo posto di Billboard e al primo tra i dischi più venduti nel Regno Unito. I suoi brani più noti sono People = Shit, Left Behind, My Plague, The Heretic Anthem e la title track, nei quali è molto apprezzato il lavoro di batteria di Joey Jordison e i loro riff di chitarra presentano una notevole ispirazione da parte di Slayer, Deicide, Fear Factory e Morbid Angel. Tra il 2001 e il 2003 la band prese una pausa, così che alcuni componenti si possano dedicare ad altri progetti paralleli: Taylor e Root ripresero a suonare per gli Stone Sour, Jordison per i Murderdolls e Crahan per i To My Surprise, mentre Wilson incise dischi jungle e drum and bass con lo pseudonimo DJ Starscream.

### Vol. 3: (The Subliminal Verses)e la seconda pausa (2003-2007)

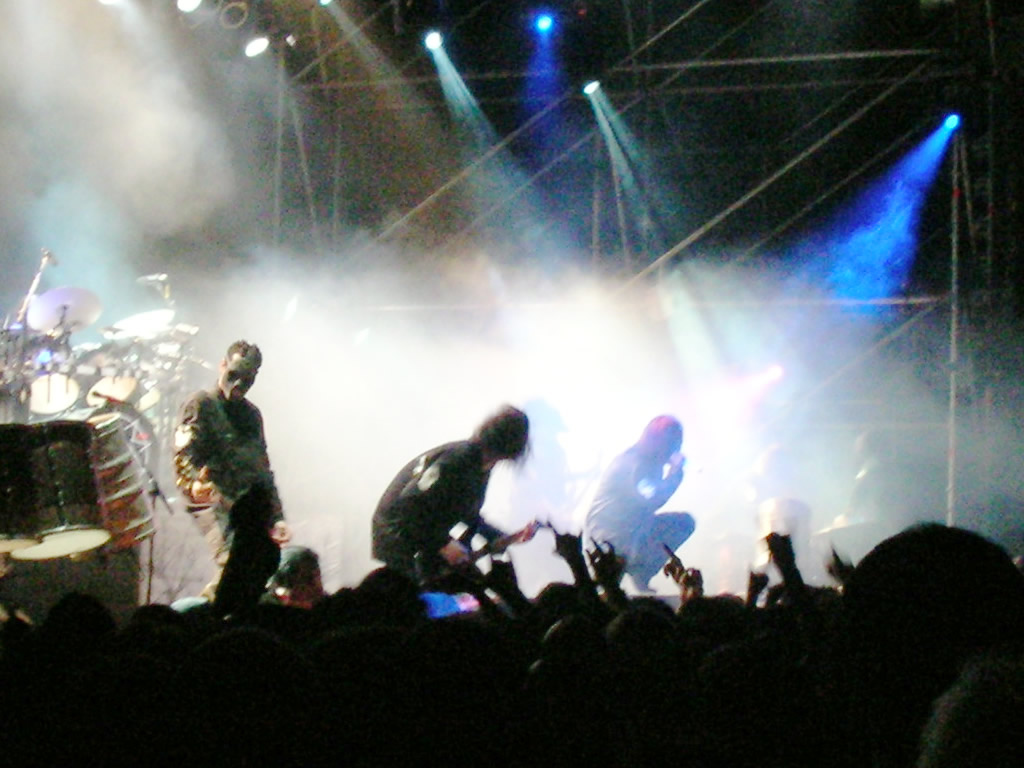
Gli Slipknot in concerto a Buenos Aires nel 2005

Nel 2003 gli Slipknot rientrano negli studi di registrazione per realizzare un terzo album. Il 25 maggio 2004 viene pubblicato Vol. 3: (The Subliminal Verses), prodotto da Rick Rubin ed entrato al secondo posto della classifica Billboard 200: diversamente dai lavori precedenti i brani che compongono l'album presentano discreti assoli chitarristici, qualche influenza in più da parte degli Slayer e un cantato meno ritmato ed aggressivo. Dopo l'uscita di Vol. 3: (The Subliminal Verses) il gruppo partì per il tour The Unholy Alliance in Europa insieme a Slayer, Hatebreed e Mastodon.
Nel mese di ottobre del 2005 viene pubblicato The All-Star Sessions, album del collettivo Roadrunner United, composto da svariati musicisti legati alla Roadrunner Records. Il mese successivo venne pubblicato l'album dal vivo 9.0: Live, contenente alcune performance degli Slipknot negli Stati Uniti, in Giappone e a Singapore. Il singolo Before I Forget vinse un Grammy Award alla miglior interpretazione metal.
In passato gli Slipknot sono apparsi anche nel cartone animato Viz (febbraio 2006), dove eseguono People = Shit sul finale dell'episodio Mrs Brady, Old Lady. Il 5 dicembre 2006 è stato pubblicato il DVD Voliminal: Inside the Nine. Successivamente gli Slipknot entrano per la seconda volta in un periodo di pausa, durante il quale Taylor e Root sono ritornati con gli Stone Sour, Jordison suona in diverse band come turnista e produce il terzo album dei 3 Inches of Blood, Crahan fonda i Dirty Little Rabbits e Wilson continua la sua carriera come DJ Starscream. Verso la fine del 2007 il gruppo si riunisce per comporre il quarto album di inediti.

### All Hope Is Gone, la morte di Gray (2008-2010)

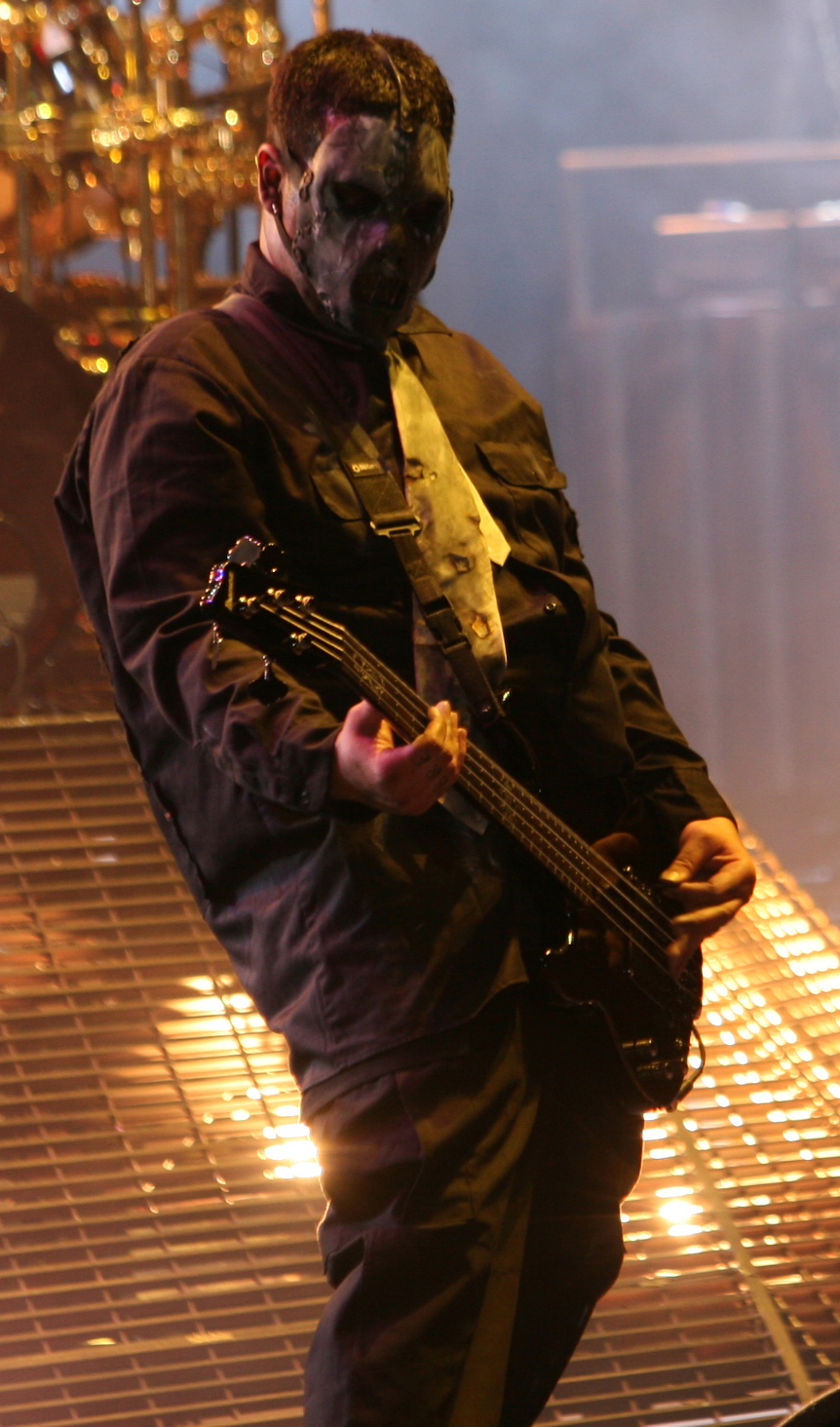
Paul Gray in concerto con il gruppo nel 2008

Da febbraio a giugno 2008, a Jamaica, Iowa, si sono tenute le registrazioni del quarto album in studio All Hope Is Gone, pubblicato poi il 26 agosto 2008 dalla Roadrunner Records. L'album presenta un certo distacco dal rap metal dei primi lavori; sono presenti comunque alcuni brani più melodici, come ad esempio l'atipica Snuff. Il primo singolo dell'album, Psychosocial, è stato pubblicato il 20 giugno 2008.
L'album ha raggiunto il primo posto nelle classifiche di Canada, Nuova Zelanda, Svezia, Svizzera e Stati Uniti, superando le 592.000 copie vendute, ed è stato certificato disco d'oro in Germania e negli Stati Uniti. Lo stesso anno hanno girato l'Europa, il Giappone e l'Australia per un tour che ha visto, fra i gruppi spalla, i Children of Bodom e i Machine Head. Hanno partecipato da headliner al Gods of Metal del 2009 allo stadio di Monza, il 28 giugno 2009. L'11 settembre del 2009 viene pubblicata un'edizione speciale per celebrare il decimo anniversario del loro primo album omonimo, che contiene anche diverse bonus track.
Il 24 maggio 2010, in una stanza d'albergo a Urbandale, nell'Iowa, è stato trovato il corpo senza vita di Paul Gray. Esami approfonditi hanno rivelato che il bassista è morto per un'overdose di morfina e di fentanyl. Il gruppo ha commemorato il compagno deceduto con una conferenza stampa alla quale i componenti si sono presentati senza maschera. Come suo sostituto è stato chiamato l'ex chitarrista Donnie Steele, il quale è entrato nella formazione del gruppo esclusivamente come turnista.

### Antennas to Hell(2011-2012)

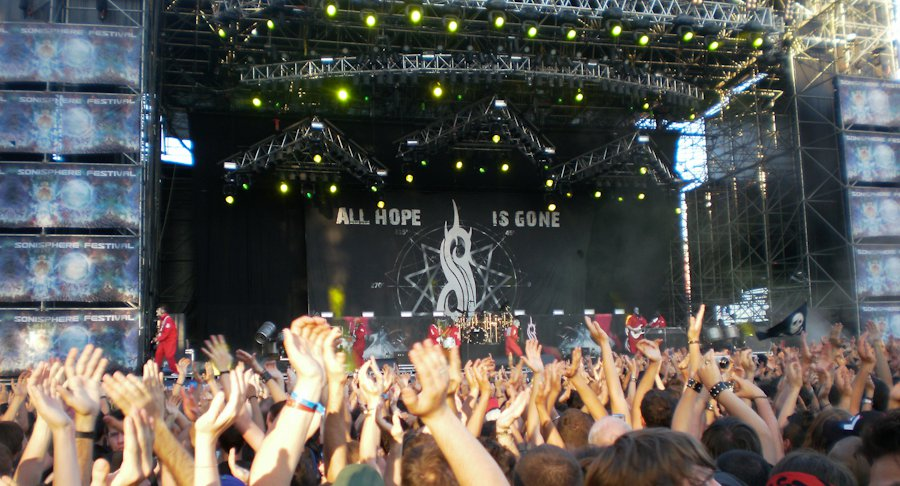
Gli Slipknot al Sonisphere Festival in Italia nel 2011

Gli Slipknot annunciano nel mese di ottobre del 2009 che avrebbero iniziato a comporre dei brani per il quinto album in studio, il quale vedrà la pubblicazione tra il 2013 e il 2015. L'album, ancora senza titolo, dovrebbe contenere più di 15 tracce, anche se il gruppo ha rivelato che per il disco sono state registrate 20 canzoni; inoltre sono stati annunciati titoli di alcune canzoni come Dirge, Moth, Chapter One: The Eleventh March e In Reverse. Jim Root, chitarrista della band, ha affermato che questo è forse il momento migliore della band e altri membri, in particolar modo Joey Jordison, che giudicano questo un album pesante e strumentale e che sarà un lavoro che segnerà i progetti futuri della band. L'album, come affermato dalla band, verrà dedicato a Paul Gray. In un'intervista, Shawn Crahan ha dichiarato che il gruppo avrebbe intrapreso un tour negli Stati Uniti entro il mese di giugno del 2012 e che non sarebbero entrati in studio prima del 2013, prendendosi una pausa dopo il tour.
Il 24 luglio 2012 è stata pubblicata la prima raccolta degli Slipknot, intitolata Antennas to Hell e contenente i brani più famosi del gruppo. Il 17 e il 18 agosto dello stesso (rispettivamente vicino a Pacific Junction nell'Area metropolitana di Omaha-Council Bluffs e a Somerset nella Contea di St. Croix) gli Slipknot hanno inoltre tenuto la prima edizione del loro festival annuale, il Knotfest, insieme ad altri artisti come Deftones, Lamb of God e Serj Tankian.

### Il licenziamento di Jordison,.5: The Gray Chapter(2013-2017)

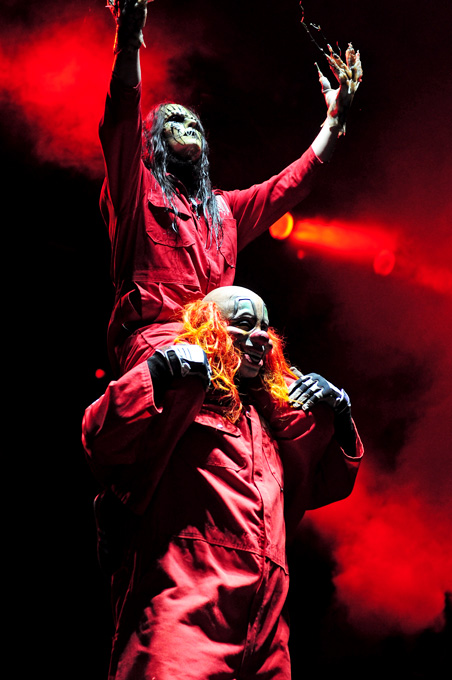
Il batterista Joey Jordison tenuto sulle spalle dal percussionista Shawn Crahan, durante un concerto nel 2012

Nel mese di novembre 2013 Corey Taylor ha rivelato che il gruppo stava lavorando su alcune demo, il cui sound è stato descritto dal cantante come "molto heavy" e che "sembra un incrocio tra Vol. 3: (The Subliminal Verses) e Iowa. È veramente oscuro, ma c'è un po' di materiale esoterico, molta melodia buona senza portare via dalla pesantezza." Il 12 dicembre 2013 gli Slipknot hanno annunciato, con un breve messaggio sul loro sito ufficiale, l'uscita dal gruppo del batterista Joey Jordison per motivi personali, e che il gruppo continuerà a produrre nuova musica senza di lui. Taylor ha inoltre aggiunto che Jordison non sarebbe apparso nel nuovo album, dal momento che non ha partecipato alla composizione dei brani prima del suo abbandono a causa dei suoi impegni negli Scar the Martyr, e che il gruppo avrebbe ugualmente proseguito le registrazioni del quinto album.
Il 1º gennaio 2014, sulla propria pagina Facebook, lo stesso Jordison ha rivelato di non aver abbandonato gli Slipknot e che l'affermazione pubblicata sul sito ufficiale del gruppo lo ha spiazzato; lo stesso ha inoltre aggiunto di non poter spiegare le motivazioni della separazione dal gruppo. Sia gli Slipknot che Jordison hanno detto che avrebbero fornito dettagli in futuro riguardo alla sua dipartita. Tuttavia il gruppo non pubblicherà mai una dichiarazione in merito, e sarà lo stesso Jordison, in un'intervista del 2016, ad annunciare di essere gravemente malato e di aver perso momentaneamente l'uso della gamba sinistra a causa di una mielite trasversa.

A partire dal 27 febbraio 2014 gli Slipknot hanno oscurato il proprio sito ufficiale, continuando nel frattempo a lavorare al quinto album. Il 3 luglio Corey Taylor ha annunciato che l'album è stato quasi ultimato:
 Nelle settimane successive gli Slipknot hanno pubblicato alcune anteprime per annunciare l'uscita del nuovo album. Il 1º agosto 2014 è stato reso disponibile per l'ascolto il brano The Negative One attraverso il sito ufficiale del gruppo; il 5 agosto è stato pubblicato il relativo video musicale e il singolo digitale. Taylor ha comunque affermato che il video del nuovo brano, diretto da Shawn Crahan, non è un vero e proprio singolo, bensì un "regalo" per i fan, mostrando una parte di quello che ci sarà nel nuovo album. Il 24 agosto 2014 il gruppo ha reso disponibile per l'ascolto il secondo singolo The Devil in I e ha annunciato il quinto album in studio, intitolato .5: The Gray Chapter e uscito il 21 ottobre 2014. Il 12 settembre 2014 è stato pubblicato il video di The Devil in I, mentre il 10 ottobre il gruppo ha reso disponibile per l'ascolto il terzo singolo Custer.
.5: The Gray Chapter ha debuttato alla prima posizione della classifica statunitense degli album vendendo 131.000 copie; l'album ha raggiunto la prima posizione anche in Giappone, Australia, Canada, Russia e Svizzera.
Il 3 dicembre 2014 l'ex tecnico alla batteria Norm Costa, in seguito al suo licenziamento da parte del gruppo, ha pubblicato attraverso Instagram una foto ritraente la lista del personale del gruppo in cui vengono rivelate le identità dei due nuovi componenti, ovvero Alessandro Venturella (chitarrista dei Krokodil e tecnico delle chitarre) al basso e Jay Weinberg (figlio di Max Weinberg della E Street Band) alla batteria, rendendo così ufficiali le voci sui nuovi membri che circolavano da mesi. Nello stesso mese The Negative One è stato nominato ai Grammy Awards 2015 per la miglior interpretazione metal.
In seguito all'uscita dell'album gli Slipknot hanno intrapreso un tour mondiale, culminato con la pubblicazione dell'album dal vivo e DVD Day of the Gusano: Live in Mexico, contenente l'intero concerto da loro tenuto in occasione del festival Knotfest Mexico.

### Il licenziamento di Fehn,We Are Not Your Kind(2018-2020)

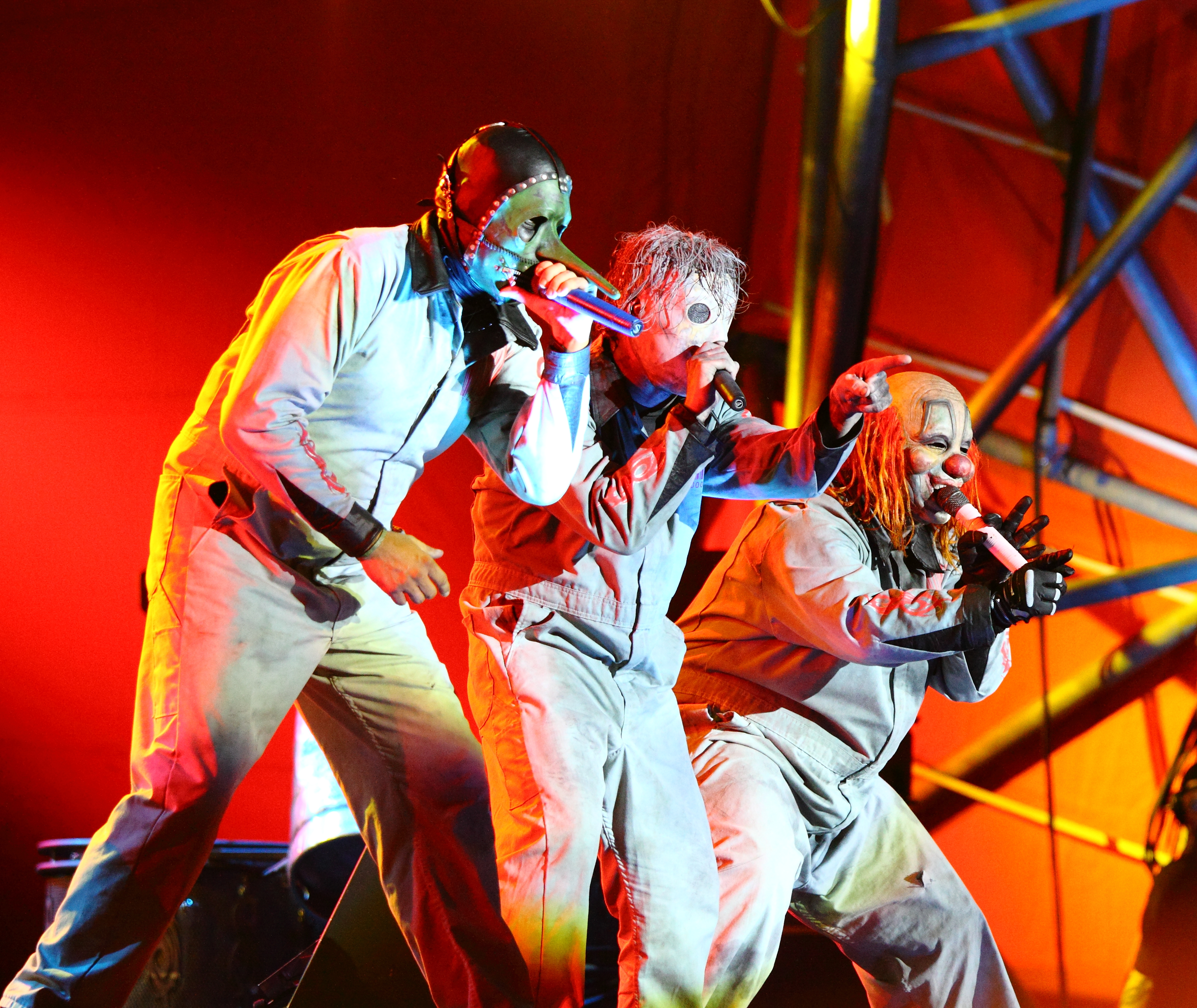
Le voci degli Slipknot sino al 2019, durante un concerto del 2013: ai lati i percussionisti e coristi Chris Fehn e Shawn Crahan, al centro il cantante Corey Taylor

Il 31 ottobre 2018 gli Slipknot hanno pubblicato a sorpresa il singolo inedito All Out Life, accompagnato dal relativo video musicale.
Il 18 marzo 2019 Chris Fehn è stato allontanato dal gruppo a seguito di alcune dispute legali nei confronti del cantante Corey Taylor e Shawn Crahan, venendo rimpiazzato da un musicista sconosciuto denominato Tortilla Man dai fan per via della maschera da lui indossata; la sua identità è stata rivelata nel 2022: si tratta di Michael Pfaff.
Il 16 maggio è stato annunciato il sesto album We Are Not Your Kind, uscito il 9 agosto, e diffuso il primo singolo Unsainted, accompagnato dal relativo video. Il 22 luglio viene pubblicato il video per il secondo singolo Solway Firth, contenente alcune immagini tratte dalla serie TV The Boys. Il 5 agosto viene pubblicato il video del brano Birth of the Cruel, e il 16 dicembre quello per il terzo singolo Nero forte.

### La morte di Jordison,The End, So Fare l'uscita di Jones e di Weinberg (2021-presente)

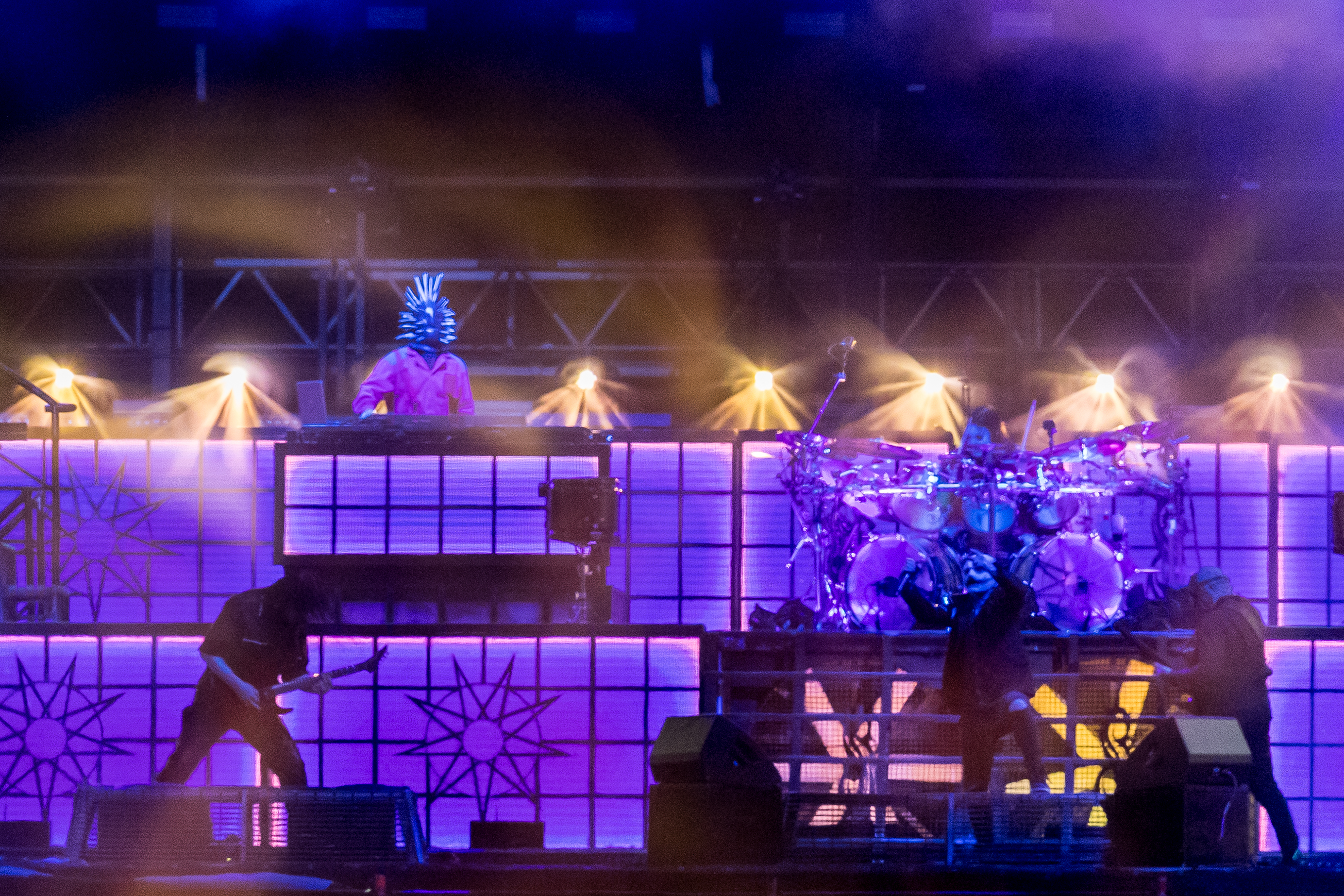
La band in concerto nel 2023; dall'alto a sinistra in senso orario: Craig Jones, Jay Weinberg, Alessandro Venturella, Corey Taylor e Mick Thomson.

Il 26 luglio 2021 l'ex batterista e membro fondatore degli Slipknot Joey Jordison è deceduto all'età di 46 anni, come annunciato dalla famiglia il giorno seguente. In risposta a tale notizia le pagine social del gruppo e di Taylor, Root e Crahan sono state oscurate in segno di lutto. Il gruppo ha poi pubblicato un comunicato ufficiale dove ha espresso le sue condoglianze alla famiglia del batterista e i propri ringraziamenti all'artista per il suo contributo negli Slipknot, e il 30 luglio ha diffuso attraverso i propri canali ufficiali un video tributo in memoria dello stesso.
Il 5 novembre è stato pubblicato il singolo inedito The Chapeltown Rag, accompagnato il 17 febbraio 2022 dal relativo video. Tale singolo, come annunciato il 20 luglio seguente con il lancio del video del successivo The Dying Song (Time to Sing), sarà incluso nel settimo album in studio della band The End, So Far, in uscita il 30 settembre. Il 5 agosto è stato invece presentato il terzo estratto Yen, quarta traccia del disco, accompagnato il 22 agosto dal relativo video. Il 2 febbraio 2023 il gruppo ha pubblicato a sorpresa il singolo inedito Bone Church, brano che ha preso vita durante il tour di .5: The Gray Chapter, accompagnato dal relativo video, una versione director's cut di quello del precedente singolo Yen.
Il 7 giugno gli Slipknot hanno annunciato la separazione da Craig Jones, presente in formazione fin dagli esordi. Durante un festival tenutosi in Austria il giorno stesso è stato sostituito da un musicista misterioso di cui non si conosce l'identità. Il giorno seguente, viene pubblicato il video di un brano inedito intitolato Death March. Tale canzone è contenuta nell'EP Adderall, pubblicato a sorpresa il 9 giugno. Il 13 ottobre viene pubblicato il video del brano Hive Mind, facente parte dell'ultimo album in studio The End, So Far.
Il 5 novembre successivo il gruppo ha annunciato la separazione dal batterista Jay Weinberg, presente in formazione dal 2014 a seguito del licenziamento di Jordison, e di aver preso questa decisione per «una scelta artistica». Lo stesso Weinberg ha successivamente dichiarato di essere rimasto «sorpreso e devastato» dalla decisione del gruppo, della quale è stato reso edotto attraverso una telefonata. Al comunicato del gruppo sono seguite numerose critiche da parte dei fan, tanto da dover rendere necessaria la rimozione di tutti i post riguardanti il licenziamento di Weinberg e il momentaneo blocco dei commenti sui profili dei social network del gruppo e di Corey Taylor e Shawn Crahan.
Il 30 dicembre 2023 arriva la notizia che, nel luglio dello stesso anno, la Steamroller, società che cura l'eredità di Joey Jordison unitamente ai suoi famigliari, ha aperto una disputa legale contro gli Slipknot in quanto, secondo la causa, «avrebbero sfruttato la morte di Jordison per spingere le vendite del loro album The End, So Far» e «omesso di restituire gli oggetti di Jordison alla sua famiglia», come avrebbero dovuto fare stando ad un accordo tra le parti stipulato nel 2015, utilizzandoli nell'ambito del museo itinerante Knotfest «per trarne profitto».
Il 30 aprile 2024 il gruppo ufficializza l'ingresso in formazione del nuovo batterista Eloy Casagrande, ex membro dei Sepultura.

## Stile e influenze
Le influenze principali sono quelle di gruppi quali Slayer, Anthrax, Metallica, Megadeth, Black Sabbath, Korn, Black Flag, Iron Maiden, Fear Factory, Skinny Puppy, Judas Priest, Sepultura, Kiss, Biohazard e Deftones. Le sonorità del gruppo risiedono principalmente nel nu metal, incorporando anche influenze death, thrash, groove e rap metal, sebbene molti altri brani risentano anche di influenze più melodiche. Il loro stile è stato descritto, in particolare, come un mix di heavy metal, nu metal e groove metal, con utilizzo di rapping, linee vocali sia urlate che melodiche ed elementi hip hop ed elettronici. I testi trattano argomenti come il nichilismo, la psicosi, la misantropia, l'oscurità, l'ira, l'odio e l'amore.

## Maschere
Gli Slipknot sono conosciuti per le maschere che attirano molto l'attenzione. I vari componenti si esibiscono indossando maschere individuali uniche e uniformi corrispondenti, tipicamente tute da meccanico, mentre ogni membro viene assegnato un numero in base al loro ruolo (da 0 a 8), sebbene quest'ultima pratica sia diminuita dopo la morte di Paul Gray. All'inizio erano fatte in casa, ma dal 2000 sono state realizzate su misura dal musicista e artista di effetti speciali Screaming Mad George.
Secondo quanto spiegato dal gruppo, l'idea di indossare delle maschere derivava da una maschera da clown che Shawn Crahan ha preso durante le prove quando hanno iniziato a suonare. Crahan in seguito divenne noto per le sue maschere da clown, adottando lo pseudonimo di "Shawn the Clown". Il concetto sviluppato; alla fine del 1997, gli Slipknot decisero che tutti i membri avrebbero indossato una maschera unica e una tuta coordinata. Nel 2002 Corey Taylor ha spiegato che «è il nostro modo di essere più intimi con la musica, è un modo per noi di diventare inconsapevoli di ciò che siamo e di ciò che facciamo al di fuori della musica». Il concetto di indossare tute di corrispondenza è stato descritto come una risposta al mercantilismo nell'industria musicale e ha portato all'idea di assegnare alias numerici ai membri del gruppo.
Le maschere, al pari delle uniformi, vengono modificate al momento della pubblicazione di un album in studio. L'aspetto e lo stile delle maschere di solito non differiscono in modo significativo tra gli album; i membri mantengono tipicamente il tema stabilito della loro maschera mentre aggiungono nuovi elementi. Joey Jordison, in un'intervista del 2004, ha affermato che le maschere vengono aggiornate per mostrare la crescita all'interno di ogni individuo. I membri degli Slipknot hanno indossato maschere speciali per occasioni specifiche, in particolare per il video e le esibizioni dal vivo di Vermilion nel 2004 e nel 2005, quando indossavano maschere fatte da calchi dei loro stessi volti. Durante i servizi fotografici per il quarto album All Hope Is Gone, il gruppo ha indossato maschere di grandi dimensioni denominate «maschere del purgatorio», in seguito bruciate durante le riprese per il video del secondo singolo Psychosocial.

## Collaborazioni e progetti correlati

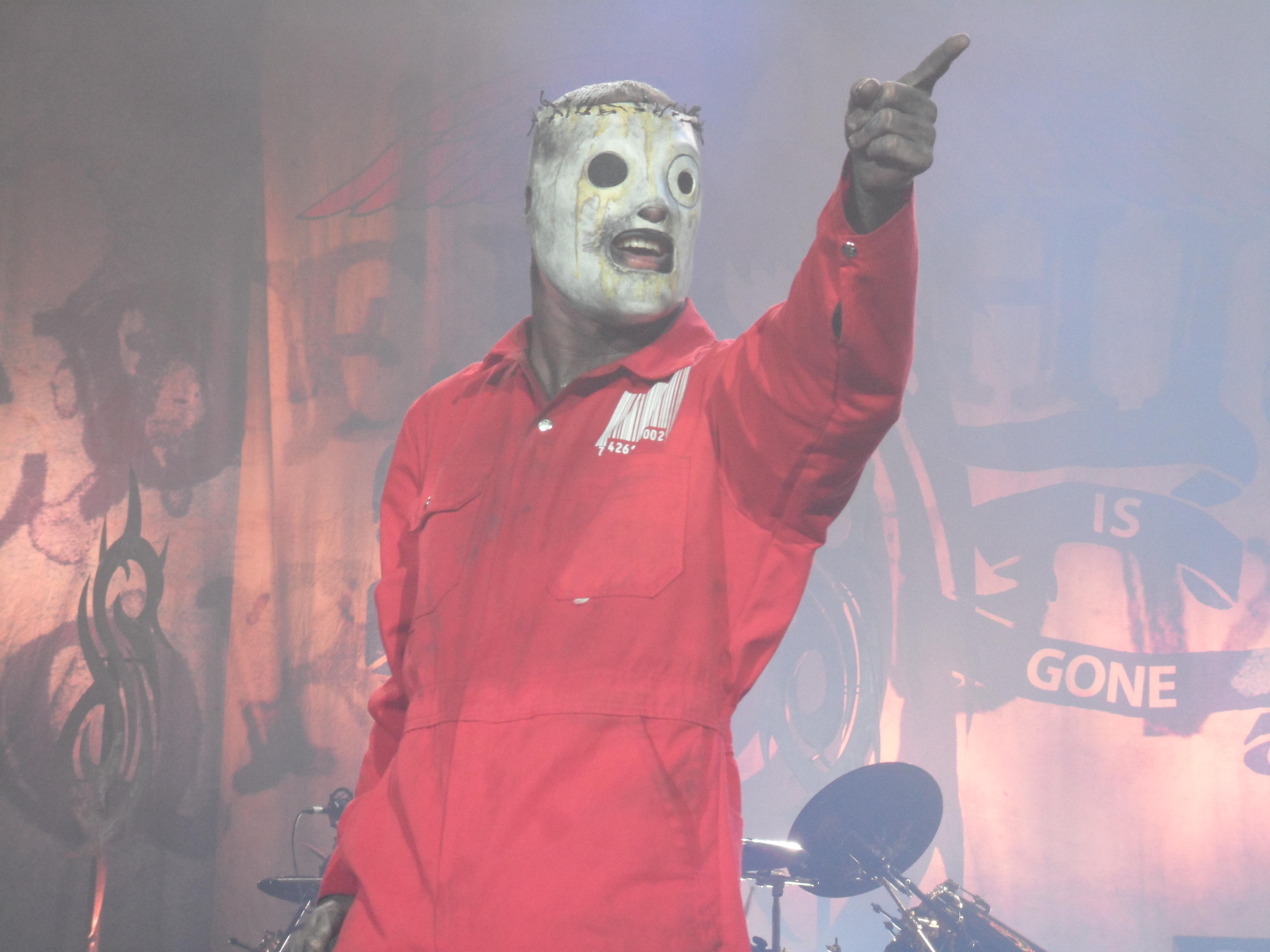
Corey Taylor in concerto con gli Slipknot nel 2011

- Corey Taylor e Jim Root (quest'ultimo fino al 2014) sono rispettivamente voce e chitarra solista del gruppo rock alternativo Stone Sour, con cui hanno pubblicato cinque album: Stone Sour, Come What(ever) May, Audio Secrecy, House of Gold & Bones Part 1, House of Gold & Bones Part 2 e Hydrograd.
- Shawn Crahan è noto anche per aver prodotto alcuni album di gruppi musicali statunitensi, tra cui Downthesun e Mudvayne, per la Roadrunner Records. Inoltre, è stato il fondatore dei To My Surprise, gruppo attivo tra il 2002 e il 2006.[84]
- Sid Wilson ha realizzato e pubblicato alcuni album jungle/drum and bass attraverso lo pseudonimo DJ Starscream.[15]
- L'ex-batterista Joey Jordison è stato anche il chitarrista dei Murderdolls, nonché il fondatore del gruppo Vimic, nato nel 2013 inizialmente con il nome Scar the Martyr. Inoltre, ha supportato i Korn come batterista durante il loro tour del 2007, oltre ad essere stato turnista per i Ministry[85] e per i Satyricon[86] durante il loro tour statunitense del 2004. Da batterista ha suonato con gli Otep nell'album House of Secrets, ed ha sostituito Lars Ulrich, indisposto per motivi di salute, nei Metallica durante il Download Tour del 2005. Ha suonato anche con Marilyn Manson ed è stato batterista per Rob Zombie nel 2010.

## La musica degli Slipknot in altri media
Diversi sono i brani degli Slipknot presenti nei videogiochi: Before I Forget è stato inserito nel videogioco Guitar Hero III: Legends of Rock e nei giochi Guitar Hero Live, MotorStorm e Rock Band 3. Sempre nella serie Guitar Hero è presente Psychosocial, nella lista tracce di Guitar Hero: Warriors of Rock. Sulfur è stato inserito in MotorStorm: Pacific Rift, mentre Everything Ends (tratto da Iowa), Eyeless (dal primo album) e Pulse of the Maggots (da Vol. 3: (The Subliminal Verses)) sono presenti in Infected.
Molti brani degli Slipknot sono stati inseriti nelle colonne sonore di diversi film: My Plague è la colonna sonora del film Resident Evil, Vermilion è la colonna sonora del film Resident Evil: Apocalypse, Wait and Bleed è stata inserita nel film Scream 3, Psychosocial è stato inserito nel film Punisher - Zona di guerra, mentre Snap (brano del demo del 1998) è stato inserito nella colonna sonora di Freddy vs. Jason.

## Formazione
Attuale
- Shawn Crahan – percussioni, cori (1995-presente)
- Mick Thomson – chitarra (1996-presente)
- Corey Taylor – voce (1997-presente)
- Sid Wilson – giradischi (1998-presente)
- Jim Root – chitarra (1999-presente)
- Alessandro Venturella – basso (2014-presente)
- Michael Pfaff – percussioni, cori (2019-presente)[52]
- Eloy Casagrande – batteria (2024-presente)

Ex componenti
- Anders Colsefni – voce, percussioni (1995-1997)
- Donnie Steele – chitarra solista (1995-1996), basso (2011-2013)[88]
- Greg Welts – percussioni (1997-1998)
- Brandon Darner – percussioni (1998)
- Josh Brainard – chitarra ritmica, cori (1995-1999)
- Paul Gray – basso, cori (1995-2010)
- Joey Jordison – batteria, percussioni (1995-2013)
- Chris Fehn – percussioni, cori (1998-2019)
- Craig Jones – campionatore, tastiera (1996-2023)
- Jay Weinberg – batteria (2014-2023)

## Discografia

### Album in studio
- 1999 – Slipknot
- 2001 – Iowa
- 2004 – Vol. 3: (The Subliminal Verses)
- 2008 – All Hope Is Gone
- 2014 – .5: The Gray Chapter
- 2019 – We Are Not Your Kind
- 2022 – The End, So Far

### Album dal vivo
- 2005 – 9.0: Live
- 2017 – Day of the Gusano: Live in Mexico
- 2023 – Live at MSG

### Raccolte
- 2012 – Antennas to Hell
- 2014 – The Studio Album Collection (1999 - 2008)

## Riconoscimenti
| Premio                         | Anno | Nomination                                  | Categoria                   | Risultato       |
| ------------------------------ | ---- | ------------------------------------------- | --------------------------- | --------------- |
| Alternative Press Music Awards | 2015 | Artist of the Year                          | Slipknot                    | Candidato/a     |
| ECHO Awards                    | 2009 | Best Group International - Rock/Alternative | Slipknot                    | Candidato/a     |
| Fuse Awards                    | 2008 | Psychosocial                                | Best Video                  | Candidato/a     |
| Fuse Awards                    | 2009 | Dead Memories                               | Best Video                  | Vincitore/trice |
| Grammy Awards                  | 2001 | Wait and Bleed                              | Best Metal Performance      | Candidato/a     |
| Grammy Awards                  | 2002 | Left Behind                                 | Best Metal Performance      | Candidato/a     |
| Grammy Awards                  | 2003 | My Plague                                   | Best Metal Performance      | Candidato/a     |
| Grammy Awards                  | 2005 | Duality                                     | Best Hard Rock Performance  | Candidato/a     |
| Grammy Awards                  | 2005 | Vermilion                                   | Best Metal Performance      | Candidato/a     |
| Grammy Awards                  | 2006 | Before I Forget                             | Best Metal Performance      | Vincitore/trice |
| Grammy Awards                  | 2009 | Psychosocial                                | Best Metal Performance      | Candidato/a     |
| Grammy Awards                  | 2015 | The Devil in I                              | Best Metal Performance      | Candidato/a     |
| Kerrang! Awards                | 2000 | Wait and Bleed                              | Best Single                 | Vincitore/trice |
| Kerrang! Awards                | 2000 | Slipknot                                    | Best International Live Act | Vincitore/trice |
| Kerrang! Awards                | 2000 | Slipknot                                    | Best Band in the World      | Vincitore/trice |
| Kerrang! Awards                | 2001 | Slipknot                                    | Best Band in the World      | Vincitore/trice |
| Kerrang! Awards                | 2002 | My Plague                                   | Best Video                  | Candidato/a     |
| Kerrang! Awards                | 2002 | Slipknot                                    | Best International Live Act | Candidato/a     |
| Kerrang! Awards                | 2002 | Slipknot                                    | Best Band in the World      | Candidato/a     |
| Kerrang! Awards                | 2004 | Vol. 3: (The Subliminal Verses)             | Best Album                  | Candidato/a     |
| Kerrang! Awards                | 2004 | Duality                                     | Best Video                  | Candidato/a     |
| Kerrang! Awards                | 2004 | Slipknot                                    | Best Live Band              | Candidato/a     |
| Kerrang! Awards                | 2004 | Slipknot                                    | Best Band on the Planet     | Candidato/a     |
| Kerrang! Awards                | 2005 | Slipknot                                    | Best Live Band              | Candidato/a     |
| Kerrang! Awards                | 2008 | Slipknot                                    | Kerrang! Icon               | Vincitore/trice |
| Kerrang! Awards                | 2009 | Slipknot                                    | Best Live Band              | Vincitore/trice |
| Kerrang! Awards                | 2009 | Slipknot                                    | Best International Band     | Vincitore/trice |
| Kerrang! Awards                | 2009 | Dead Memories                               | Best Single                 | Candidato/a     |
| Kerrang! Awards                | 2009 | Psychosocial                                | Best Single                 | Candidato/a     |
| Kerrang! Awards                | 2009 | Sulfur                                      | Best Video                  | Candidato/a     |
| Kerrang! Awards                | 2009 | All Hope Is Gone                            | Best Album                  | Candidato/a     |
| Kerrang! Awards                | 2010 | Snuff                                       | Best Single                 | Candidato/a     |
| Metal Hammer Golden God Awards | 2005 | Slipknot                                    | Best Live Band              | Vincitore/trice |
| Metal Hammer Golden God Awards | 2008 | Slipknot                                    | Inspiration Award           | Candidato/a     |
| Metal Hammer Golden God Awards | 2009 | Slipknot                                    | Best Live Band              | Vincitore/trice |
| Metal Hammer Golden God Awards | 2009 | Slipknot                                    | Best International Band     | Vincitore/trice |
| Metal Hammer Golden God Awards | 2009 | Mick Thomson e Jim Root                     | Shredder                    | Candidato/a     |
| Metal Hammer Golden God Awards | 2010 | Corey Taylor                                | Best Vocalist               | Candidato/a     |
| Metal Hammer Golden God Awards | 2011 | Joey Jordison                               | Best Drummer                | Candidato/a     |
| Metal Hammer Golden God Awards | 2012 | Slipknot                                    | Best Comeback of the Year   | Vincitore/trice |
| MTV Europe Music Awards        | 2008 | Slipknot                                    | Rock Out                    | Candidato/a     |
| MTV Video Music Awards         | 2008 | Psychosocial                                | Best Rock Video             | Candidato/a     |
| NME Premier Awards             | 2000 | Slipknot                                    | Brightest Hope              | Vincitore/trice |
| NME Carling Awards             | 2002 | Iowa                                        | Best Album                  | Candidato/a     |
| NME Carling Awards             | 2002 | Slipknot                                    | Best Metal Group            | Vincitore/trice |
| Revolver Golden Gods Awards    | 2009 | Slipknot                                    | Best Live Band              | Vincitore/trice |
| Revolver Golden Gods Awards    | 2009 | Psychosocial                                | Best Riff                   | Vincitore/trice |
| Revolver Golden Gods Awards    | 2012 | Slipknot                                    | Comeback of the Year        | Vincitore/trice |
| Total Guitar Readers Awards    | 2008 | Psychosocial                                | Best Video                  | Vincitore/trice |
| Total Guitar Readers Awards    | 2008 | Psychosocial                                | Solo of the Year            | Vincitore/trice |
| Total Guitar Readers Awards    | 2008 | Fender Jim Root Telecaster                  | Hottest Guitar              | Vincitore/trice |

### Enciclopedie
- R. Bertoncelli, C. Thellung, Ventiquattromila dischi. Guida a tutti i dischi degli artisti e gruppi più importanti, Baldini Castoldi Dalai, 2006, ISBN 978-88-6018-151-0.
- (EN) Peter Buckley, The rough guide to rock, Rough Guides, 2003, ISBN 1-84353-105-4.
- Daniel Bukszpan, Ronnie James Dio, The Encyclopedia of Heavy Metal, Barnes & Noble Publishing, 2003, ISBN 0-7607-4218-9.
- Gianni Della Cioppa, Heavy Metal. I contemporanei, Giunti Editore, 2010, ISBN 978-88-09-74962-7.
- Tommaso Iannini, Nu metal, Giunti Editore, 2003, ISBN 88-09-03051-6.
- (EN) Guido Mariani, Millennium Rock, Guido Mariani, 2010, ISBN 978-1-4457-5724-7.
- (EN) Joel McIver, Nu-metal: The Next Generation of Rock & Punk, Omnibus Press, 2002, ISBN 0-7119-9209-6.
- Luca Signorelli, Metallus. Il libro dell'heavy metal, Giunti Editore, 2001, ISBN 88-09-02230-0.

### Testi monografici
- (EN) Joel McIver, Slipknot: Unmasked, Omnibus Press, 2001, ISBN 0-7119-8677-0.